# Big Wave World Tour
El Big Wave World Tour o Big Wave Tour (en inglés "Tour Mundial de Olas Grandes") es un campeonato de Surf celebrado de forma anual desde el año 2009 perteneciente a la subdisciplina  "Big wave surfing"  en este deporte, el campeonato se desarrolla a lo largo de la temporada con varios eventos (algunos fijos y otros con locación variable) alrededor del mundo en donde se da la condición de "olas grandes", oleaje entre 20 pies. a 50 pies. (6,2 m. a 15,5 m.). El torneo es organizado por la Association of Surfing Professionals (ASP) que desde el año 2015 cambió su nombre a World Surf League (WSL) como uno de sus tour mundiales de otras sub-disciplinas del surf.

## Historia
En el año 2009 comienza la primera edición del Big Wave World Tour en un comienzo constando de un circuito de 4 eventos principales 2 en el hemisferio sur (Punta de Lobos, Pichilemu, Chile y Pico Alto, Lima, Perú) y 2 en el hemisferio norte (Mavericks, California, Estados Unidos y Todos Santos, México) más las rondas clasificatorias (World Qualifying Series). Al año siguiente la temporada 2010 contó solo con 3 eventos en su circuito principal (Punta de Lobos, Pichilemu, Chile ; Pico Alto, Lima, Perú y Nelscott Reef, Oregón, Estados Unidos) debido a que aún no se definían los eventos definitivos que conformarían este campeonato tour mundial en las siguientes temporadas 2011 se redujo el número de eventos principales a 2 y en las temporadas 2012 y 2013 el número de eventos principales volvieron a ser 3 pero con cambio de locaciones. 
En la temporada 2014 se establece el número de 6 eventos con locaciones definitivas de los eventos siendo algunos de estos los eventos de las primeras temporadas de la competición que habían adquirido popularidad mundial en el Surf como Pe'ahi (Hawái, Estados Unidos), Dungeons (Sudáfrica), Pico Alto (Perú) o Punta de Lobos (Chile).En la última temporada 2015 la (ASP) realiza su cambio a World Surf league (WSL) que establece para la temporada un aumento de eventos al número de 7 eventos con locación fija.

## Competición
El formato de la competencia es muy similar al otros deportes regidos por ranking como el Tenis o el Automovilismo regido por un sistema de puntos y con rondas clasificatorias en cada evento por individual de la competencia se califica de acuerdo a la escala preestablecida en las reglas de evaluación de World Surf League (WSL) con la que se califica el desempeño de los surfistas y el nivel de difilcultad de la maniobras ejecutadas sobre la ola de la siguiente manera: 
- Escala de Evaluación (WSL):

[0,0-1,9: Muy Malo]
[2,0-3,9: Malo]
[4,0-5,9: Regular]
[6,0-7,9: Bueno]
[8,0-10,0: Excelente]

### Eventos
Los 7 eventos de locación fija que componen el Big Wave World Tour para la temporada 2016 son los siguientes: 
- Quiksilver Punta de Lobos
- Billabong Pico Alto
- Puerto Escondido Challenge
- Pe'ahi Challengue
- Oregon Pro
- Punta Galea Pro
- Todos Santos Challenge

Por el momento esta temporada ha tenido un evento especial que ha sido el Nazaré Challenge

## Resultados

### Campeonatos
| Año  |                  | Campeón          |                  | Subcampeón    |   | Tercer lugar |   | Cuarto lugar |
| 2009 | Carlos Burle     | Mark Healy       | Chris Bertish    | Grant Baker   |   |              |   |              |
| 2010 | Jamie Sterling   | Kohl Christensen | Anthony Tashnick | Carlos Burle  |   |              |   |              |
| 2011 | Peter Mel        | Marcos Monteiro  | Joao De Macedo   | Ramón Navarro |   |              |   |              |
| 2012 | Greg Long        | Jamie Sterling   | Carlos Burle     | Peter Mel     |   |              |   |              |
| 2013 | Grant Baker      | Ken Collins      | Ken Collins      | Shawn Dollar  |   |              |   |              |
| 2014 | Makuakai Rothman | Gabriel Villarán | Ken Collins      | Shawn Dollar  |   |              |   |              |
| 2015 | Greg Long        | Makuakai Rothman | Billy Kemper     | Nic Lamb      |   |              |   |              |
| 2016 | En disputa       |                  | -                |               | - |              | - |              |

### Palmarés
| Competidor       | Campeón        | Subcampeón | Tercer puesto  | Cuarto puesto  |
| ---------------- | -------------- | ---------- | -------------- | -------------- |
| Greg Long        | 2 (2012, 2015) |            |                |                |
| Jamie Sterling   | 1 (2010)       | 1 (2012)   |                |                |
| Makuakai Rothman | 1 (2014)       | 1 (2015)   |                |                |
| Carlos Burle     | 1 (2009)       |            | 1 (2012)       |                |
| Grant Baker      | 1 (2013)       |            |                | 1 (2009)       |
| Peter Mel        | 1 (2011)       |            |                | 1 (2012)       |
| Mark Healy       |                | 1 (2009)   |                |                |
| Kohl Christensen |                | 1 (2010)   |                |                |
| Ken Collins      |                | 1 (2013)   |                |                |
| Gabriel Villarán |                | 1 (2014)   |                |                |
| Nic Lamb         |                |            | 2 (2013, 2014) | 1 (2015)       |
| Chiris Bertish   |                |            | 1 (2009)       |                |
| Anthony Tashnick |                |            | 1(2010)        |                |
| Joao De Macedo   |                |            | 1 (2011)       |                |
| Billy Kemper     |                |            | 1 (2015)       |                |
| Shawn Dollar     |                |            |                | 2 (2013, 2014) |
| Ramón Navarro    |                |            |                | 1 (2011)       |